# Dutang Shuiku
Dutang Shuiku (kinesiska: 杜塘水库) är en reservoar i Kina. Den ligger i provinsen Fujian, i den sydöstra delen av landet, omkring 310 kilometer sydväst om provinshuvudstaden Fuzhou. Dutang Shuiku ligger 57 meter över havet. Arean är 0,80 kvadratkilometer. I omgivningarna runt Dutang Shuiku växer huvudsakligen savannskog. Den sträcker sig 0,9 kilometer i nord-sydlig riktning, och 1,5 kilometer i öst-västlig riktning.
Genomsnittlig årsnederbörd är 1 451 millimeter. Den regnigaste månaden är maj, med i genomsnitt 297 mm nederbörd, och den torraste är oktober, med 17 mm nederbörd.